# 苏鲁光
苏鲁光（英語：Hikaru Sulu）是星际旅行系列中的一个角色。由乔治·武井饰演或配音的首位苏鲁出现在《星际旅行》的原初系列，动画系列，前六部电影，《星际旅行：航海家号》中的一段，和为数众多的书，漫画以及视频游戏中。在2009年的电影《星际迷航》中，赵约翰演出了这一角色。

## 发展与饰演
乔治·武井回忆道：吉恩·罗登伯里想找一位能代表整個亚洲而不只是其中一個國家（尽管有一些战争，但它象征着星际迷航中的和平）的人。罗登伯里想要一个特别一些的名字，于是他看着地图，并从地图上看到了苏禄海。
他想：「啊，這個海洋和所有（亞洲國家）的海岸相接」，所以我所扮演的角色叫做苏鲁」。——喬治武井
在一本名叫星际旅行背后的真实故事的书中写道，这个角色的名字隐射了Desilu Studios的副主席，赫本·索洛（Herb Solow）。
小说家冯达·麦金太尔（Vonda McIntyre）在小说熵效应中，为这个角色所取得名字是“光”。然而，这个名字直到它在星际旅行VI中被提到才成了一个正式的名字，在彼得·大卫（撰写了电影漫画改编版）浏览过整一个星际旅行系列，并说服导演尼古拉斯·迈耶将其插入到电影中之后，他才成了电影中的一个角色。

## 作者的描述
星际旅行系列的合著者之一罗伯特·杰斯特曼，说武井以前曾饰演坏人，但他成了星际旅行系列中第一个扮演正面角色的亚裔演员。杰斯特曼将他描述为“与所谓的呆板，无感情，难以理解的亚洲人形成鲜明对比的一个人”。

## 描述
苏鲁光生于加利福尼亚州的旧金山，后来他与他的菲律宾父母一同去了日本。在试播章节“前人未至之境”中，他是一位联邦星舰进取号上的物理学家。但在剩下的星际旅行系列中他是进取号的舵手，军衔是上尉。
在星际旅行系列中，苏鲁展现出了很广泛的兴趣爱好，例如植物学，剑术，和古代兵器。斯波克说他“在内心上是一位来自18世纪的遊俠”。
他在《星际旅行：无限太空》之前的某个时间被升为了少校，在《星际旅行II：可汗怒吼》中被升为了中校。在前五部星际旅行电影中，他是联邦星舰进取号和联邦星舰进取号A上的舵手。在《星际旅行VI：未来之城》发生的三年前他被升为了舰长并指挥联邦星舰精进号。
《星际旅行VII：日换星移》中介绍了苏鲁的女儿，迪莫拉·苏鲁（Demora Sulu），这个小女孩最初出现于彼得·大卫的非正典小说《舰长的女儿》。

### 2009年的电影

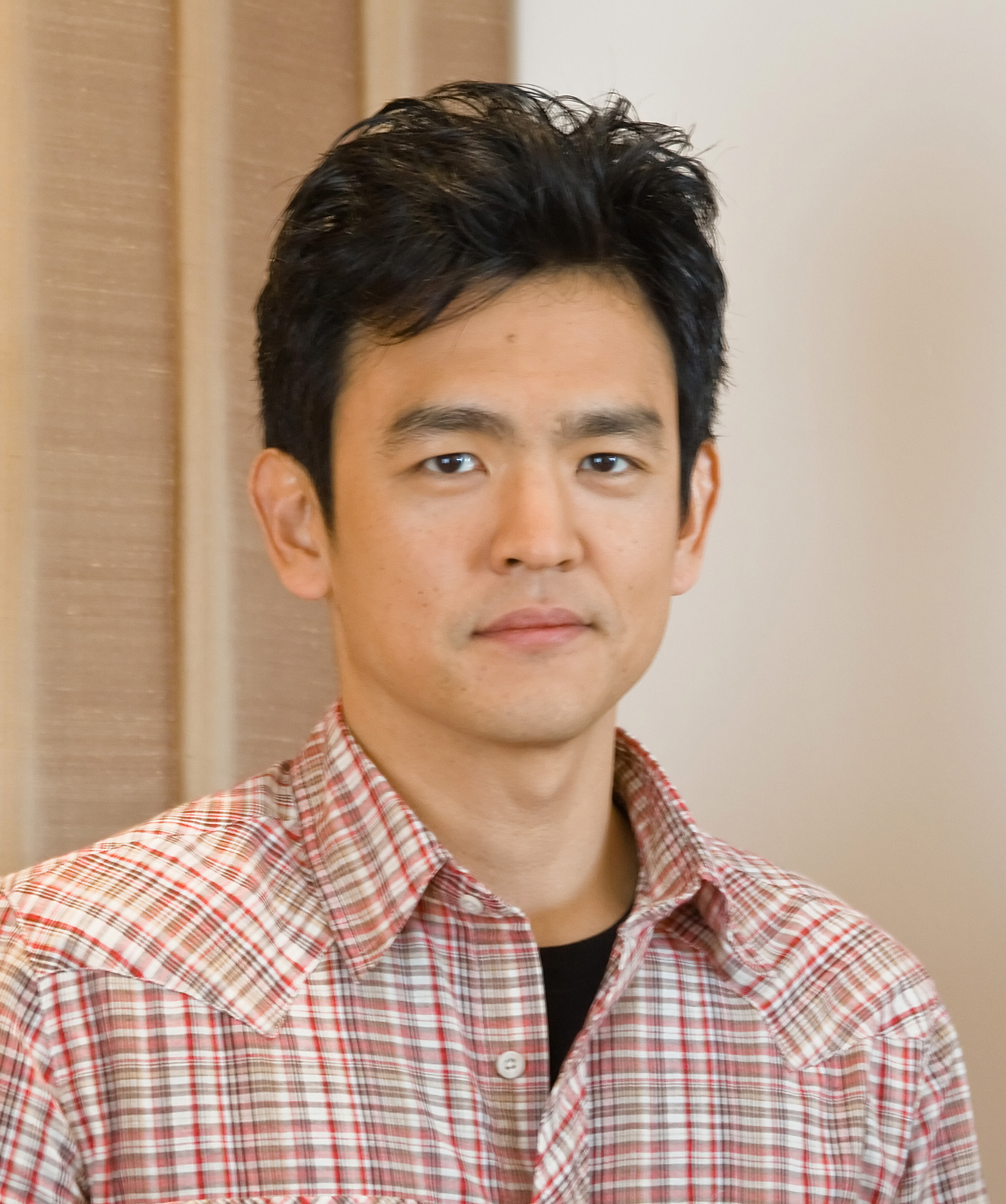
赵约翰

赵约翰在2009年的电影《星际迷航》中扮演年轻的苏鲁。
艾布拉姆斯顾虑于让一名韩裔美国人出演日裔角色，但乔治·武井劝说道：苏鲁是进取号上所有亚洲人的代表。于是，艾布拉姆斯决定让赵约翰出演这一角色。赵约翰同意出演这名亚裔角色：“有一些动作角色你是决不会得到的，比如去扮演一名牛仔。［出演苏鲁］圆了我的梦——迈入太空吧。”他认为角色的阳刚气质非常重要，并为此进行了两周的搏击训练。在拍摄期间，赵约翰的手腕意外受伤，不过其代理人称其“并无大碍”。李諸赫也曾有意出演这一角色，但由于当时昆托已经决定出演斯波克，电视剧《英雄》的制片方不希望再让一名演员离开三个月之久。
赵约翰在2009年的电影中扮演年轻版的苏鲁，尽管他比武井当年扮演苏鲁时的年龄要大；赵约翰现在36岁，而武井当年才29岁。

### 客串
乔治·武井在星际旅行的30周年纪念《星际旅行：航海家号》章节往日时光中再次出演了苏鲁一角。在这一集中，舰长苏鲁出现于杜沃克回忆他在联邦星舰精益号上服役时。
非正典的爱好者作品《星际旅行:新旅程》中"World Enough and Time"的主角乔治·武井扮演联邦星舰精进号的舰长苏鲁回想起有次在进取号上，传送器发生了故障，导致他回来已经老了330岁，还带了一个女儿，阿兰娜。迪莫拉和苏鲁光的孙女也在这个章节登场了。